# Masia de l'Empriu
La Masia de l'Empriu és un mas situat al municipi del Palau d'Anglesolaa la comarca del Pla d'Urgell inclosa en l'inventari arquitectònic de la Generalitat de Catalunya.
L'empriu de Palau d'Anglesola va ser objecte d'una pugna entre el poble i el senyor per a l'aprofitament de les terres que acabà amb una concòrdia l'any 1619.